# 2017 en Colombie
Cet article présente les faits marquants de l'année 2017 en Colombie.

## Évènements
- 1er avril : une coulée de boue à Mocoa fait plus de 300 morts[1].
- 17 juin : une explosion dans un centre commercial de Bogota fait trois morts[2].
- 27 juin : cérémonie de désarmement total des FARC à Mesetas.
- 31 août : l'ex-guérilla des FARC-EP crée son propre parti politique, la Force alternative révolutionnaire commune.

1. ↑  « La Colombie en deuil à la suite d’une coulée de boue dévastatrice qui a fait 200 morts », Le Monde, 2 avril 2017.
2. ↑  « Colombie : explosion dans un centre commercial de Bogota, une Française tuée », Le Monde, 18 juin 2017.